# Tati (film)
Pour les articles homonymes, voir Tati.
Pour plus de détails, voir Fiche technique et Distribution.
Tati (Tati, a Garota) est un film brésilien réalisé par Bruno Barreto, sorti en 1973. Il est en sélection au Festival international du film de Moscou 1973. C'est l'adaptation du conte du même nom d'Aníbal Machado.

## Fiche technique
- Titre original : Tati, a Garota
- Titre français : Tati
- Réalisation : Bruno Barreto
- Scénario : Bruno Barreto et Miguel Borges d'après Aníbal Machado
- Pays d'origine : Brésil
- Format : Couleurs - 35 mm
- Genre : drame
- Durée : 87 minutes
- Date de sortie : 1973

## Distribution
- Daniela Vasconcelos : Tati
- Dina Sfat : Manuela
- Hugo Carvana : capitaine Peixoto